# Окумура Йосіхіро
Окумура Йосіхіро (9 травня 1983) — японський плавець.
Учасник Олімпійських Ігор 2004, 2008 років.